# Fußball-Bezirksklasse Starkenburg 1939/40
Die Fußball-Bezirksklasse Starkenburg 1939/40 war die siebente Spielzeit der Fußball-Bezirksklasse Starkenburg (ehemals Fußball-Bezirksklasse Südhessen) im Sportgau Südwest. Sie diente als eine von sechs zweitklassigen Bezirksklassen als Unterbau der Gauliga Südwest.
Durch den Beginn des Zweiten Weltkriegs kam der überregionale Spielbetrieb vorerst zum Erliegen, es wurden stattdessen Städeturniere u. ä. durchgeführt. Erst im November 1939 wurde dann die Austragung und Bezirkseinteilung besprochen. Die Bezirksklasse Starkenburg wurde geteilt, statt einer eingleisigen Liga gab es nun mehrere regional kleinere Gruppen, wobei der erst in der letzten Saison abgetrennte Bereich um Worms wieder angeschlossen wurde. Die Sieger der einzelnen Gruppen qualifizierten sich dann für die Aufstiegsrunde zur Gauliga Südwest 1940/41. Der Spielbetrieb startete am 26. November 1939. Durch eine Unterbrechung zwischen Januar und März 1940 fanden die letzten überlieferten Spiele erst am 2. Juni 1940 statt. Da in den anderen Bezirken noch länger gespielt wurde, begann die Aufstiegsrunde erst Ende Juli 1940.
In der Aufstiegsrunde scheiterten alle aus dem Bezirk teilnehmenden Mannschaften. Der VfB 1900 Offenbach unterlag dabei in Gruppe Ost nur knapp mit einem Punkt dem VfL Germania 1894. In der Gruppe West spielten der SV Darmstadt 98 und Olympia Lampertheim, scheiterten jedoch ebenfalls und verblieben in der Zweitklassigkeit.

## Gruppe Darmstadt
In der Gruppe Darmstadt kam es zu einem Zweikampf zwischen dem SV Darmstadt 98 und dem FV Viktoria Walldorf. Am Ende setzte sich Darmstadt mit einem Punkt Vorsprung durch.

### Kreuztabelle
Die Kreuztabelle stellt die Ergebnisse aller überlieferten Spiele dieser Saison dar. Die Heimmannschaft ist in der linken Spalte, die Gastmannschaft in der oberen Zeile aufgelistet.
| 1939/40              | SV Darmstadt 98 | WAL | ARH | MÖR | EGB | WIX | PFU  | EBE  |
| -------------------- | --------------- | --- | --- | --- | --- | --- | ---- | ---- |
| SV Darmstadt 98      |                 | 4:2 | 2:2 | 7:0 | 8:3 | 4:2 | 10:0 | 5:0  |
| FV Viktoria Walldorf | 2:3             |     | 3:1 | 3:1 | 2:1 | 5:1 | 6:1  | 2:0  |
| SG 1876 Arheilgen    | 2:1             | 1:3 |     | 5:1 | 3:2 | 1:0 | 13:1 | 4:2  |
| SV Mörfelden         | 3:4             | 2:1 | 3:3 |     | 3:2 | 2:0 | 6:3  | 12:0 |
| FC 03 Egelsbach      | 2:1             | 0:4 | 4:2 | 1:1 |     | 3:2 | 10:5 | 3:1  |
| TSG 1882 Wixhausen   | 0:1             | 1:2 | 3:1 | 1:4 | 2:1 |     | 4:1  | 2:1  |
| GfL Pfungstadt       | 0:2             | 0:8 | 1:4 | 3:3 | 3:3 | 0:4 |      | 3:1  |
| GfL Eberstadt        | 1:7             | 0:1 | 1:5 | 0:2 | 0:2 | 2:0 | 1:2  |      |

### Abschlusstabelle
| Pl. | Verein                   | Sp. | S  | U | N  | Tore    | Quote | Punkte |
| --- | ------------------------ | --- | -- | - | -- | ------- | ----- | ------ |
| 1.  | SV Darmstadt 98          | 14  | 11 | 1 | 2  | 059:190 | 3,11  | 23:50  |
| 2.  | FV Viktoria Walldorf a b | 14  | 11 | 0 | 3  | 044:160 | 2,75  | 22:60  |
| 3.  | SG 1876 Arheilgen        | 14  | 8  | 2 | 4  | 047:270 | 1,74  | 18:10  |
| 4.  | SV Mörfelden (N)         | 14  | 7  | 3 | 4  | 043:330 | 1,30  | 17:11  |
| 5.  | FC 03 Egelsbach          | 14  | 6  | 2 | 6  | 037:370 | 1,00  | 14:14  |
| 6.  | TSG 1882 Wixhausen (N)   | 14  | 5  | 0 | 9  | 022:280 | 0,79  | 10:18  |
| 7.  | GfL Pfungstadt (N)       | 14  | 2  | 2 | 10 | 023:750 | 0,31  | 06:22  |
| 8.  | GfL Eberstadt (N)        | 14  | 1  | 0 | 13 | 010:500 | 0,20  | 02:26  |

| (N) | Aufsteiger aus den Kreisklassen |

## Gruppe Offenbach
In der Gruppe Offenbach setzte sich knapp der VfB 1900 Offenbach vor dem FSV 06 Heusenstamm und dem SC 07 Bürgel durch.

### Kreuztabelle
Die Kreuztabelle stellt die Ergebnisse aller überlieferten Spiele dieser Saison dar. Die Heimmannschaft ist in der linken Spalte, die Gastmannschaft in der oberen Zeile aufgelistet.
| 1939/40                   | VfB 1900 Offenbach | HEU | SC 07 Bürgel | Kickers Mühlheim | OHA  | BIE | HAU | BSC |
| ------------------------- | ------------------ | --- | ------------ | ---------------- | ---- | --- | --- | --- |
| VfB 1900 Offenbach        |                    | 3:2 | 2:2          | 3:1              | 6:1  | 4:4 | 5:3 |     |
| FSV 06 Heusenstamm        | 4:5                |     | 4:0          | 5:1              | +0:0 | 4:1 |     | 4:2 |
| SC 07 Bürgel              | 1:0                | 3:1 |              | 2:2              |      | 4:2 | 3:2 |     |
| Kickers Viktoria Mühlheim | 1:3                | 1:4 | 7:2          |                  | 7:1  |     | 7:1 | 6:1 |
| Kickers Obertshausen      | 1:1                | 4:1 | 3:3          | 1:2              |      | 3:2 | 3:3 | 4:1 |
| Germania Bieber           | 1:1                | 3:0 | 5:4          | 2:2              | 5:4  |     | 4:0 | 0:4 |
| FC Teutonia Hausen        | 6:3                | 2:5 | 0:0+         | 2:2              | 4:3  | 5:1 |     | 7:0 |
| BSC 99 Offenbach          | 2:2                | 1:2 | 2:4          |                  | 2:3  | 1:0 | 2:0 |     |

### Abschlusstabelle
| Pl. | Verein                    | Sp. | S | U | N | Tore    | Quote | Punkte |
| --- | ------------------------- | --- | - | - | - | ------- | ----- | ------ |
| 1.  | VfB 1900 Offenbach        | 13  | 6 | 5 | 2 | 038:290 | 1,31  | 17:90  |
| 2.  | FSV 06 Heusenstamm        | 13  | 8 | 0 | 5 | 036:260 | 1,38  | 16:10  |
| 3.  | SC 07 Bürgel              | 12  | 6 | 3 | 3 | 028:300 | 0,93  | 15:90  |
| 4.  | Kickers Viktoria Mühlheim | 12  | 5 | 3 | 4 | 039:270 | 1,44  | 13:11  |
| 5.  | Kickers Obertshausen      | 13  | 4 | 3 | 6 | 031:370 | 0,84  | 11:15  |
| 6.  | Germania Bieber           | 13  | 4 | 3 | 6 | 030:360 | 0,83  | 11:15  |
| 7.  | FC Teutonia Hausen (N)    | 13  | 4 | 2 | 7 | 035:380 | 0,92  | 10:16  |
| 8.  | BSC 99 Offenbach          | 11  | 3 | 1 | 7 | 018:320 | 0,56  | 07:15  |

| (N) | Aufsteiger aus den Kreisklassen |

## Gruppe Rodgau
Aus der Gruppe Rodgau sind aktuell nur wenige Ergebnisse überliefert. Es nahm kein Vertreter aus dieser Gruppe an der diesjährigen Aufstiegsrunde teil. Folgende Mannschaften nahmen in dieser Saison am Spielbetrieb teil:
- Hassia Dieburg
- SV Dietzenbach
- SV 33 Dudenhofen
- TSG Eppertshausen
- TV Messel
- SV 1919 Münster
- SV Vorwärts Nieder-Roden
- Germania Ober-Roden
- TSG Urberach

## Gruppe Südhessen
Die Gruppe Südhessen war in dieser Spielzeit in zwei Gruppen geteilt, deren Sieger in einem Entscheidungsspiel den Teilnehmer an der Aufstiegsrunde ausspielten. Ergebnisse der Gruppenspiele sind nur spärlich überliefert. Folgende Mannschaften nahmen in dieser Saison am Spielbetrieb teil:
Gruppe Bergstraße:
- Olympia Lampertheim (Sieger)
- FC 07 Bensheim
- FV Biblis
- VfR Bürstadt
- Concordia Gernsheim
- FV Hofheim 1911
- SC Olympia Lorsch
- Starkenburgia Heppenheim (wegen Spielermangel im April 1940 zurückgezogen[7])

Gruppe Niebelungen:
- FC Blau-Weiß Worms (Sieger)
- TSG Abenheim
- Alzey
- TSV 1883 Herrnsheim
- TSG Pfeddersheim
- Normannia Pfiffligheim
- Post-SV Worms

Entscheidungsspiel Teilnahme Aufstiegsrunde
| Datum         |                     | Ergebnis |                    |
| ------------- | ------------------- | -------- | ------------------ |
| 23. Juni 1940 | Olympia Lampertheim | 4:0      | FC Blau-Weiß Worms |